# Saison 6 de Dynastie (1981)
Chronologie
Saison 5 Saison 7
Cet article présente le guide des épisodes de la sixième saison de la série télévisée américaine Dynastie.

## Distribution

### Acteurs principaux
- John Forsythe (VF : Jean-Claude Michel) : Blake Carrington
- Linda Evans (VF : Annie Sinigalia) : Krystle Carrington / Rita Lesley (épisodes 1 à 17)
- John James (VF : Yves-Marie Maurin) : Jeff Colby (épisodes 1 à 8)
- Pamela Bellwood (VF : Joëlle Fossier) : Claudia Carrington (épisodes 1 à 5, 7 à 17, puis 23 à 31)
- Gordon Thomson (en) (VF : Patrick Poivey) : Adam Carrington (n'apparaît pas l'épisode 6)
- Jack Coleman (VF : François Leccia) : Steven Carrington
- Michael Nader (VF : Jean-Pierre Dorat) : Dex Dexter
- Catherine Oxenberg (VF : Francine Lainé) : Amanda Belford Carrington de Moldavie
- Michael Praed (en) : Prince Michael de Moldavie (épisodes 1 à 12, puis 14 à 18 et 20)
- Emma Samms (VF : Brigitte Morisan) : Fallon Carrington (épisodes 1 à 8 et 18)
- Maxwell Caulfield : Miles Colby (épisodes 1 à 8 et 18)
- Heather Locklear (VF : Séverine Morisot) : Sammy Jo Reece (n'apparaît pas dans les épisodes 13, 18, 23, 24, 25 et 28)
- Ted McGinley : Clay Fallmont (épisodes 22, puis 25 à 31)
- Christopher Cazenove (VF : Gérard Dessalles) : Ben Carrington (épisodes 21 à 31)
- Kate O'Mara (VF : Monique Morisi) : Cassandra « Caress » Morrell (épisodes 14, 15, puis 18 à 29, et 31)
- Ken Howard : Garrett Boydston (épisodes 7, 8, 10, 13, 16, 17, 19, 21, 22, 26, 28, 29 et 31)
- George Hamilton : Joel Albrigore (épisodes 2 à 17)
- Diahann Carroll (VF : Julia Dancourt) : Dominique Deveraux (n'apparaît pas dans les épisodes 6, 11, 18 et 20)
- Joan Collins (VF : Michèle Bardollet) : Alexis Carrington Colby (n'apparaît dans l'épisode 1)

### Acteurs invités
- Charlton Heston : Jason Colby (épisodes 3, 4, 6 et 7)
- Barbara Stanwyck : Constance Colby Patterson (épisodes 3, 4, 6 et 7)
- Stephanie Beacham : Sable Colby (épisodes 6 et 7)
- Tracy Scoggins : Monica Colby (épisodes 6 et 7)
- Clare Yarlett : Bliss Colby (épisode 6)
- Ricardo Montalban : Zach Powers (épisode 18)
- Calvin Lockhart : Jonathan Lake (épisodes 3 et 4, puis 12 à 16)
- Kevin Conroy : Bart Fallmont (épisodes 12 à 14, puis 19 à 22, et 25)
- Troy Beyer : Jackie Deveraux (épisodes 17, 19, puis 21 à 25, puis 28, 30 et 31)

## Épisodes

### Épisode 1:Le Bilan
- États-Unis : 25 septembre 1985
- Québec : 27 juillet 1987 sur TVA

- Michael Alaimo (gardien du Donjon)
- Jim Alquist (commando 'B')
- Theodore Bikel (Warnick)
- Stephen Bradley (commando 'B' du Donjon )
- Billy Campbell (Luke Fuller)
- Miguel Fernandes (le lieutenant)
- Radu Gavor (commando 'A')
- Rod Loomis (commando du couloir)
- Carl Strano (Yuri)
- John Van Dreelen (ministre du culte)
- James Watkins (vendeur de tickets)

- Malgré sa mention au générique, Joan Collins n'apparaît pas dans cet épisode. La négociation de renouvellement de contrat de l'actrice n'ayant pas encore abouti, son personnage fut laissé en suspens, laissant le soin à celui de Krystle de prendre en charge certaines des sènes qui lui étaient destinées.
- Maxwell Caulfield fait ici sa première apparition dans un des principaux rôles de la série dérivée Dynastie 2 : Les Colby, inaugurée parallèlement à cette saison.
- C'est la dernière participation à la série de Billy Campbell (Luke Fuller).

### Épisode 2:Le Retour
- États-Unis : 2 octobre 1985
- Québec : 3 août 1987

- Theodore Bikel (Warnick)
- Nigel Bullard (reporter #1)
- Jane Downs (reporter #2)
- Michael Keys Hall (le ministre)
- Robin Hoff (la commentatrice télé)
- Shelby Leverington (la décoratrice d'intérieur)
- Louis Plante (le serveur français)
- Carl Strano (Yuri)

### Épisode 3:Les Californiens
- États-Unis : 9 octobre 1985
- Québec : 10 août 1987

- William Beckley (Gerard)
- Ben Hartigan (le majordome)
- Jim Ishida (Lin)
- Bonnie Keith (la baby-sitter)
- Calvin Lockhart (Jonathan Lake)
- Nicholas Pryor (le médecin)
- Leslie Rivers (la nurse)
- Paul Shenar (Justin Dehner)

- Charlton Heston et Barbara Stanwyck font ici leur première apparition en tant que membres du clan Colby, futurs piliers de la série dérivée Dynastie 2 : Les Colby dont cet épisode tisse les premiers éléments d'intrigue.
- Le nom de Sable, épouse de Jason Colby, est ici mentionné pour la première fois.

### Épisode 4:La Menace
- États-Unis : 16 octobre 1985
- Québec : 17 août 1987

- Arlene Banas	 (le réceptionniste)
- William Beckley (Gerard)
- Gary Clarke (le sergent de police)
- Helen Funai (l'assistante de Constance)
- Jim Ishida (Lin)
- Calvin Lockhart (Jonathan Lake)
- Peggy Walton-Walker (Barbara)

### Épisode 5:La Robe
- États-Unis : 30 octobre 1985
- Québec : 17 août 1987

- Theodore Bikel (Warnic)
- Joseph Chapman (Beaumont)
- Jim Ishida (Lin)
- Jack Mayhall (Waiter)
- Jameson Sampley (Danny Carrington Jr.)
- Ronnie Claire Edwards (Sœur Theresa, non créditée)
- Charles Parks (Révérend Polk, non crédité)

### Épisode 6:Les Titans (1repartie)
- États-Unis : 13 novembre 1985
- Québec : 24 août 1987

- William Beckley (Gerard)
- Frank Dicopoulos (le masseur)
- Robert Dowdell (le maître d'hôtel)
- Betty Harford (Hilda Gunnerson)
- Virginia Hawkins (Jeanette Robbins)
- Tom Reynolds (le secrétaire d'Alexis)

- Cet opus est la première partie d'un épisode d'une durée initiale exceptionnelle de 90 minutes. Y figurent pour la première fois Stephanie Beacham, Tracy Scoggins et Claire Yarlett, tous piliers de la série dérivée Dynastie 2 : Les Colby inaugurée la semaine suivant la première diffusion de ce double épisode aux États-Unis.
- Diahann Carroll et Ken Howard, tous deux présents au générique, ne figurent que dans la partie suivante.

### Épisode 7:Les Titans (2epartie)
- États-Unis : 13 novembre 1985
- Québec : 24 août 1987

- Kerry Armstrong (la duchesse Elena de Branagh)
- Emile Beaucard (garde #1)
- Theodore Bikel (Warnick)
- Billy Campbell (Luke Fuller)
- Ronnie Claire Edwards (sœur Theresa)
- Betty Harford (Hilda Gunnerson)
- Virginia Hawkins (Jeanette Robbins)
- Francisco Lagueruela (garde #2)
- Ray Laska (garde-frontière)

- Cet opus est la seconde partie d'un épisode d'une durée initiale exceptionnelle de 90 minutes. Ken Howard (Garrett Boydston), pilier de la série dérivée Dynastie 2 : Les Colby fait ici sa première apparition.
- Pour soutenir l'évocation du personnage de Luke Fuller, sont montrées une photo de Bill Campbell et une séquence extraite d'un précédent épisode.

### Épisode 8:La Décision
- États-Unis : 20 novembre 1985
- Québec : 6 septembre 1987

- Joel Fabiani (le roi Galen de Moldavie)
- Kerry Armstrong (la duchesse Elena de Branagh)
- William Beckley (Gerard)
- Shaun Duke (garde-frontière #1, crédité "Duke Moosekian")
- Joel Fabiani (le roi Galen de Moldavie)
- Ray Laska (garde-frontière #2)
- Roger Periard (le colonel)

- La série dérivée Dynastie 2 : Les Colby fut inaugurée aux États-Unis le jour même de la diffusion de cet épisode.
- John James apparaît ici pour la dernière fois avant son retour dans le courant de la saison suivante.

### Épisode 9:La Demande
- États-Unis : 27 novembre 1985
- Québec : 7 septembre 1987

- William Beckley (Gerard)
- Freddye Chapman (infirmier, crédité Freddy Chapman)
- Joel Fabiani (le roi Galen de Moldavie)
- Julie Inouye (reporter #2)
- Ben Marino (employé de sécurité #1)
- Terrence E. McNally (reporter #1, crédité Terrence McNally)
- Tracy New (la photographe, créditée Tracy Cunningham)
- Mark Phelan (employé de sécurité #2)
- Michael Prince (Dr Webb)
- Jameson Sampley (Danny Carrington Jr.)
- Ashley Mutrux (L.B.)
- James Sutorius (Gordon Wales)

### Épisode 10:Complications
- États-Unis : 4 décembre 1985
- Québec : 14 septembre 1987

- Joel Fabiani (le roi Galen de Moldavie)
- David Hayward (l'entraîneur)
- Bobby Mardis (l'aide-soignant)
- Ashley Mutrux (L.B.)
- Dorothy Patterson (Martha)
- Brenda Thompson (l'infirmère)

### Épisode 11:Querelles
- États-Unis : 11 décembre 1985
- Québec : 21 septembre 1987

- Joel Fabiani (Galen de Moldavia)
- Preston Hanson (Dr Sidney Tyler)
- Richard Pachorek (le serveur)
- Ashley Mutrux (L.B.)
- Jameson Sampley (Danny Carrington Jr.)

### Épisode 12:Rencontre surprise
- États-Unis : 18 décembre 1985
- Québec : 28 septembre 1987

- William Beckley (Gerard)
- Kevin Conroy (Bart Fallmont)
- Joel Fabiani (Galen de Moldavie)
- Betty Harford (Hilda Gunnerson)
- Virginia Hawkins (Jeanette Robbins)
- C.J. Hunt (l'infimier)
- Calvin Lockhart (Jonathan Lake)
- Justin Lord (le commentateur TV)
- Eleanor Mondale (la présentatrice TV)
- Frank Zagarino (le chauffeur Eric)

### Épisode 13:La Solution
- États-Unis : 25 décembre 1985
- Québec : 5 octobre 1987

Irving J. Moore
- Kevin Conroy (Bart Fallmont)
- Joel Fabiani (Galen de Moldavie)
- Calvin Lockhart (Jonathan Lake)
- Ashley Mutrux (L.B.)

### Épisode 14:Soupçons
- États-Unis : 8 janvier 1986
- Québec : 14 octobre 1987

Nancy Malone
- Kate O'Mara (Cassandra "Caress" Morrell)
- Kevin Conroy (Bart Fallmont)
- Kerry Armstrong (Duchesse Elena de Branagh)
- William Beckley (Gerard)
- Calvin Lockhart (Jonathan Blake)
- Santos Morales (gardien de prison)
- Richard Roat (éditeur)
- Betty Harford (Mrs Gunnerson)
- Jameson Sampley (Danny)

- C'est le premier épisode dans lequel apparaît Kate O'Mara dans le rôle de la sœur d'Alexis, Cassandra "Caress" Morrell.
- Dans la version originale, le titre du manuscrit que cette dernière offre à son éditeur est Sister Dearest, en référence à Mommie Dearest (édité en France sous le titre Cette chère Maman), les mémoires de Christina Crawford (en) (adaptés au cinéma en 1980 sous le titre Maman très chère) qui y dressait un portrait au vitriol de sa mère adoptive, la star hollywoodienne Joan Crawford. Il est à noter par ailleurs que Jackie Collins, la propre sœur de Joan Collins, est elle-même auteur de nombreux best-sellers.
- Dans sa chorégraphie comme dans sa charge érotique, la scène de lutte entre Steven et Bart Fallmont n'est pas sans rappeler celle qui opposait Oliver Reed et Alan Bates dans le film Love (1969) de Ken Russell (à la seule différence près que les deux hommes étaient entièrement nus).

### Épisode 15:L'Alarme
- États-Unis : 15 janvier 1986
- Québec : 14 octobre 1987

Kim Friedman
- Kate O'Mara (Cassandra 'Caress' Morrell)
- Kerry Armstrong (Elena de Branagh)
- Emory Bass (le greffier)
- William Beckley (Gerard)
- Michael Paul Chan (le technicien de laboratoire)
- Rick Cooley (le maître d'hôtel)
- Joel Fabiani (Galen de Moldavie)
- Randy Hamilton (le barman)
- Calvin Lockhart (Jonathan Lake)
- Lora Staley (Meg)

### Épisode 16:Le Garde
- États-Unis : 22 janvier 1986
- Québec : 19 octobre 1987

Irving J. Moore
- Marina Anderson (infirmière de jour #2, créditée Nina Penn)
- Kerry Armstrong (Elena de Branagh)
- William Beckley (Gerard)
- Marilyn Raye Bradfield (l'ambulancière)
- Joel Fabiani (Galen de Moldavie)
- Mark Flynn (l'ambulancier)
- Howard George (un homme)
- Jason Graves (l'avocat)
- Calvin Lockhart (Jonathan Lake)
- Laurel Lockhart (infirmière de jour)
- Tracy New (l'infirmière en chef, créditée Tracy Cunningham)
- Lavelle Roby (l'infirmière de nuit)
- Jameson Sampley (Danny Carrington Jr.)
- David Spielberg (Dr McNaughton)

### Épisode 17:Fatalité
- États-Unis : 29 janvier 1986
- Québec : 26 octobre 1987

Kim Friedman
- Troy Byer Bailey (Jackie Deveraux, créditée "Troy Beyer")
- William Beckley (Gerard)
- Michael Durrell (Sgt Landers)
- Joel Fabiani (Galen de Moldavie)
- Rick Fitts (2e policier)
- Betty Harford (Hilda Gunnerson)
- Virginia Hawkins (Jeannette Robbins)
- Ken Howard (Garrett Boydston)
- Greg Mullavey (l'éditeur)
- Jameson Sampley (Danny Carrington Jr.)
- Casey Sander (1er policier)

- C'est le premier épisode dans lequel apparaît Troy Byer Bailey (Jackie Deveraux) qui, l'année précédente, commença sa carrière d'actrice en figurant dans trois volets de la série concurrente Côte ouest.
- George Hamilton (Joel Abrigore) figure ici pour la dernière fois.
- Suggérant le fameux syndrome de Stockholm, Alexis évoque dans le dialogue le cas célèbre de Patty Hearst.

### Épisode 18:Souvenirs
- États-Unis : 5 février 1986
- Québec : 2 novembre 1987

Robert Scheerer
- William Beckley (Gerard)
- Virginia Hawkins (Jeannette)
- Trent Dolan (l'agent de sécurité)
- Joel Fabiani (Galen de Moldavie)
- Anne Haney (la fausse nounou)
- Daryl Keith Roach (l'agent de sécurité d'Alexis, crédité "Daryl Roach")
- Richard Roat (l'éditeur)

### Épisode 19:Le Divorce
- États-Unis : 12 février 1986
- Québec : 9 novembre 1987

Irving J. Moore
- Troy Byer Bailey (Jackie Deveraux, créditée "Troy Beyer")
- David Boyle (le veilleur de nuit)
- Kevin Conroy (Bart Fallmont)
- Joel Fabiani (Galen de Moldavie)
- Jim Ishida (Lin)
- Robert Symonds (Dr Jonas Edwards)
- Chuck Wagner (Chad Danning)
- Corey Young (Griff)
- John Fragnoli (steward)

- Malgré sa mention au générique, Michael Praed n'apparaît pas dans cet épisode.
- Dominique Deveraux est entendue entonnant le grand succès de Frank Sinatra, I've Got You Under My Skin, chanson écrite par Cole Porter.
- C'est le dernier épisode dans lequel apparaît Joel Fabiani (Galen de Moldavie).

### Épisode 20:La Rupture
- États-Unis : 19 février 1986
- Québec : 16 novembre 1987

Irving J. Moore
- Hank Brandt (Morgan Hess)
- Kevin Conroy (Bart Fallmont)
- Michael Durrell (Sergent Landers)
- Linda Graves (la domestique)
- Richard Roat (l'éditeur)
- Jameson Sampley (Danny Carrington Jr.)

- C'est le dernier épisode dans lequel apparaît Michael Pread (Michael de Moldavie).
- Des portraits de George Hamilton et de Joel Fabiani sont montrés à la une de deux journaux différents.
- En évoquant la reporter qui s'était infiltrée déguisée en nurse dans le précédent volet, Blake la surnomme ironiquement "Mary Poppins".
- La séquence de rêve d'Alexis est un montage d'extraits de différents épisodes, à l'exception du tout dernier plan montrant Blake lui déclarant une flamme éternelle.
- Claudia Blaisdel Carrington intervient ici sans être vue ni entendue à travers un bref échange téléphonique.

### Épisode 21:Ben
- États-Unis : 26 février 1986
- Québec : 23 novembre 1987

Kim Friedman
- Troy Byer Bailey (Jackie Deveraux, créditée "Troy Beyer")
- Kevin Conroy (Bart Fallmont)
- Neil Hunt (l'Australien)
- Julie Inouye (la journaliste)
- Terrence E. McNally (1re journaliste, créditée Terrence McNally)
- Tracy New (2e photographe, créditée "Tracy Cunningham")
- Ed Quinlan (1er photographe)
- Joe Taggart (le détective privé, crédité "Joseph Taggart")
- Dale Tarter (le représentant officiel)
- Frank Zagarino (le chauffeur)

- C'est le premier épisode dans lequel Christopher Cazenove (Ben Carrington) apparaît.
- Ce volet est également mémorable pour la soudaine chute de Krystle et d'Alexis dans une mare de boue.

### Épisode 22:Mascarade
- États-Unis : 5 mars 1986
- Québec : 30 novembre 1987

Jerome Courtland
- Richard Anderson (Buck Fallmont)
- Troy Byer Bailey (Jackie Deveraux, créditée "Troy Beyer")
- William Beckley (Gerard)
- Kevin Conroy (Bart Fallmont)
- Pat Crowley (Emily Fallmont)
- Terence Ford (le premier invité)
- Sandy Freeman (Betty Kingsley)
- Michael David Lally (le second invité, crédité "Michael Lally")
- Dean Rubin (le serveur)
- Bob Seagren (le journaliste)

### Épisode 23:Veillée d'armes
- États-Unis : 12 mars 1986
- Québec : 7 décembre 1987

Irving J. Moore
- Richard Anderson (Buck Fallmont)
- Troy Byer Bailey (Jackie Deveraux, créditée Troy Beyer)
- Jim Ishida (Lin)
- Richard Roat (l'éditeur)

### Épisode 24:Les Fils ennemis (1repartie)
- États-Unis : 19 mars 1986
- Québec : 14 décembre 1987

Michel Hugo
- Troy Byer Bailey (Jackie Devereaux, créditée "Troy Beyer")
- Greta Blackburn (Jennifer)
- Nigel Bullard (le premier journaliste)
- Ralph Clift (le greffier)
- Jane Downs (le second journaliste)
- Richard Galli (le jeune homme)
- Jim Ishida (Lin)
- Brion James (Hawkins)
- Ben Marino (l'huissier)
- Greg Winfield (garçon dans le bus)
- Warren Munson (Juge Stanley Thurlowe)
- Tricia O'Neil (Mrs Davis)
- Richard Roat (Creighton)
- William Traylor (Dan Franklin, crédité "Bill Traylor")
- Anthony Zerbe (Crenshaw)

### Épisode 25:Les Fils ennemis (2epartie)
- États-Unis : 26 mars 1986
- Québec : 21 décembre 1987

Don Medford
- Richard Anderson (Buck Fallmont)
- Troy Byer Bailey (Jackie Devereaux, créditée Troy Beyer)
- Nigel Bullard (le premier journaliste)
- Laurie Burton (le second avocat)
- Kevin Conroy (Bart Fallmont)
- Pat Crowley (Emily Fallmont)
- Jane Downs (le second journaliste)
- Brion James (Hawkins)
- Ben Marino (l'huissier)
- Warren Munson (le juge Stanley Thurlowe)
- Tricia O'Neil (Mme Davis)
- Grant Owens (le premier avocat)
- Frank Schuller (Hall)
- William Traylor (Dan Franklin, crédité Bill Traylor)
- Tyler Tyhurst (l'ouvrier)
- Peggy Walton-Walker (Barbara)
- Anthony Zerbe (Crenshaw)
- Debra Satell (Jeri, non créditée)

- Il est fait plusieurs fois allusion dans le dialogue au mariage de Fallon vu dans la série dérivée Dynastie 2 : Les Colby.
- C'est le dernier épisode dans lequel apparaît Kevin Conroy (Bart Fallmont).

### Épisode 26:Justice est faite
- États-Unis : 2 avril 1986
- Québec : 21 décembre 1987

Irving J. Moore
- Troy Beyer (Jackie Deveraux)
- James Sutorius (Gordon Wales)
- Don Dubbins (Gaines)
- Greta Blackburn (Jennifer)
- Clayton Landey (Bradley)
- Tammy Brewer (réceptionniste)
- Rick Cooley (maître d'hôtel)
- Graydon Gould (le membre du conseil n°2)
- Rose Kovler (Mme Kovler)
- Robert Rockwell (le membre du conseil n°1)
- Jameson Sampley (Danny)
- Edson Stroll (le membre du conseil n°3)

### Épisode 27:L'Avertissement
- États-Unis : 9 avril 1986
- Québec : 28 décembre 1987

Don Medford
- Pat Crowley (Emily Fallmont)
- Soon-Teck Oh (Kai Liu)
- Carole Cook (Cora)
- Concetta Tomei (Ilene)
- Tom Hallick (Winston Towers)
- F.J. O'Neil (Ashmore)
- Ron Kuhlman (le policier)
- Robert Gormley (un homme)
- Jameson Sampley (Danny)

### Épisode 28:Le Cri
- États-Unis : 16 avril 1986
- Québec : 28 décembre 1987

Irving J. Moore
- Troy Byer Bailey (Jackie Devereaux, créditée Troy Beyer)
- Kabir Bedi (Farouk Ahmed)
- William Frankfather (le barman)
- Richard Herd (Jim Ellison)
- Pat Crowley (Emily Fallmont)
- Woody Brown (Fred)
- James Hornbeck (Blanchard)
- Clint Carmichael (l'ouvrier)
- Peggy Walton-Walker (Barbara)

### Épisode 29:L'Engrenage
- États-Unis : 30 avril 1986
- Québec : 4 janvier 1988

Nancy Malone

### Épisode 30:Machiavélisme
- États-Unis : 14 mai 1986
- Québec : 11 janvier 1988

Don Medford

### Épisode 31:La Chute
- États-Unis : 21 mai 1986
- Québec : 20 janvier 1988

Irving J. Moore

## Accueil critique
Après une saison 5 couronnée de succès et très bien reçue, l'accueil de la saison 6 est plus mitigé. Selon Fred Teper, de vl., elle « met un temps fou à rééquilibrer les enjeux dramatiques ». Pour le média, cette saison amène la série Dynastie à « faire quelque peu du surplace et [à] se perdre dans des intrigues alambiquées qui ne sont pas réellement convaincantes ».